# 米尔内 (萨哈共和国)
米尔内（俄语：Ми́рный）是俄罗斯萨哈共和国的一个城镇，位于雅库茨克以西约820千米。根据2002年人口普查资料，米尔内人口为39,981。1955年，当地发现金伯利岩后米尔内被建立，1959年获承认为城镇。
米尔内的米爾礦場含有丰富的钻石矿藏。